# إيفانستون
إيفانستون (بالإنجليزية: Evanston)‏، هي أحد مدن إلينوي الكبرى، ويبلغ عدد السكان بها نحو 74.485 ألف نسمة عام 2010م، وتشتهر بأنها أحد أهم المدن الجامعية في الولايات المتحدة.

## أعلام
- تشارلز جيتس دوز
- شارلتون هيستون
- جون كيوزاك
- إدموند فيلبس
- إدوين مايرز
- نورمان روس
- ثيودر شولتز
- وليام بيترسين
- ميلفيل هيرسكوفيتس
- دونالد رامسفيلد

## المصدر
1. ↑  تعداد الولايات المتحدة 2020، QID:Q23766566
2. ↑  مكتب تعداد الولايات المتحدة، المحرر (17 مارس 2022)، 2016–2020 American Community Survey، QID:Q111610221
3. ↑  GeoNames (بالإنجليزية), 2005, QID:Q830106
4. ↑  "Profile of General Population and Housing Characteristics: 2010 Demographic Profile Data (DP-1): Evanston city, Illinois". U.S. Census Bureau, American Factfinder. مؤرشف من الأصل في 2016-03-07. اطلع عليه بتاريخ 2013-02-11.

## وصلات خارجية
- City of Evanston official website
- Evanston Public Library